# 샌드맨 (마블 코믹스)
샌드맨(Sandman, 본명은 윌리엄 베이커 (William Baker) 또는 플린트 마르코 (Flint Marko))은 마블 코믹스에서 발행된 만화책에 슈퍼빌런으로 등장하는 등장인물이다. 사고로 인해 자신을 모래로 바꿀수 있는 변신 능력을 부여받은 그는 결국에는 마음을 고치고 스파이더맨의 동반자가 된다. 샌드맨은 애니메이션과 2007년 영화 《스파이더맨 3》를 비롯하여 이외의 다양한 매체에서도 각색되어 등장한다. 영화에서는 아카데미상 후보 배우인 토머스 헤이든 처치가 배역을 맡았다.
2009년 샌드맨은 IGN의 역대 최고의 코믹북 악당에서 72위에 등재되었다.